# Hermann Ritter (Architekt, 1851)
Hermann Ritter (* 19. Januar 1851 in Liestal; † 4. Mai 1918 in Bern) war ein Schweizer Architekt, der nach seinem Studienabschluss in Frankfurt am Main lebte und arbeitete.

## Leben

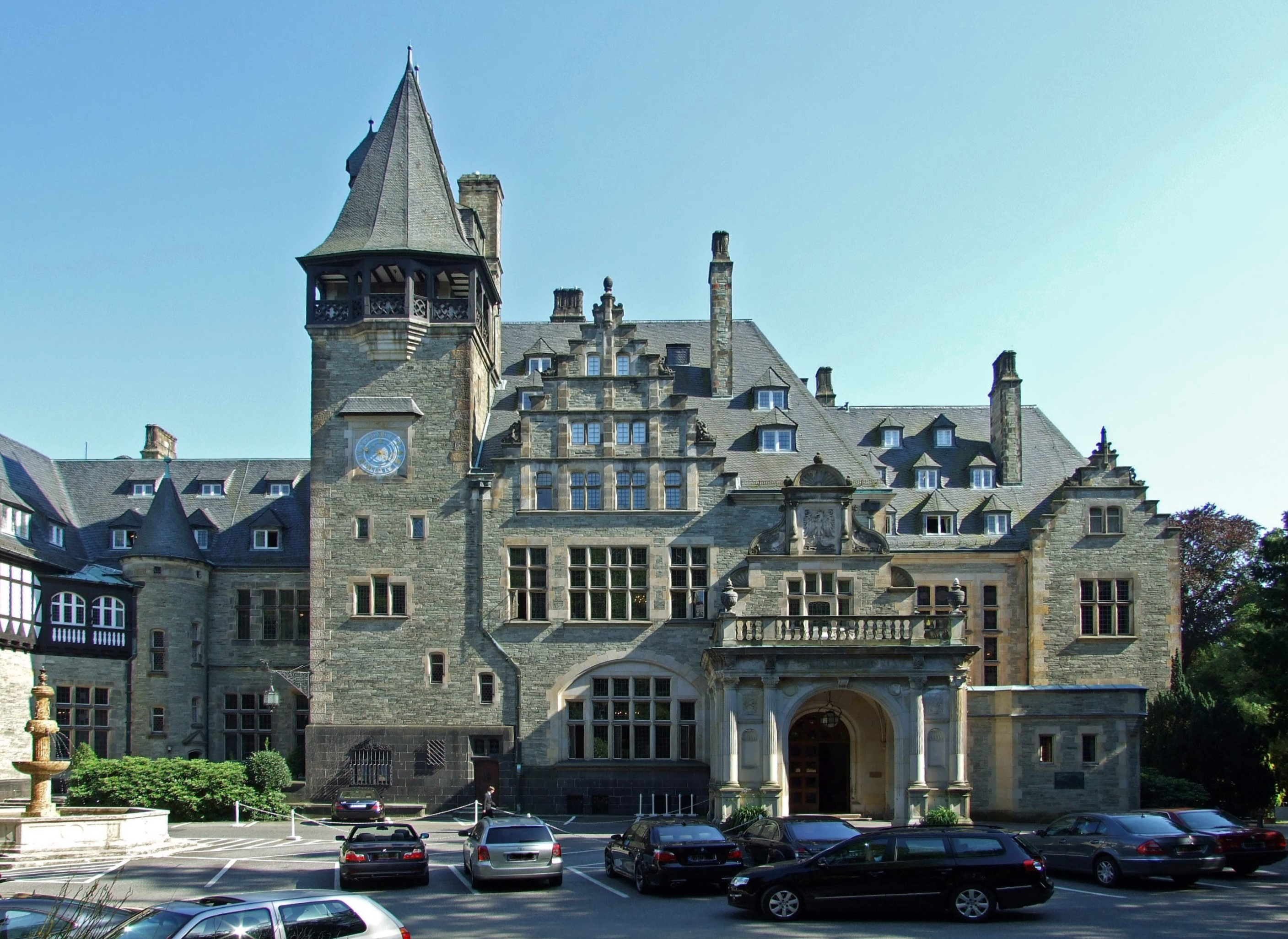
Schloss Friedrichshof

Hermann Ritter besuchte die Allgemeine Gewerbeschule Basel bei Kinkelin und studierte danach am Polytechnikum Zürich bei Gottfried Semper, Gullmann und Georg Lasius. Nach dem Studienabschluss mit Diplom im August 1871 arbeitete er zunächst im Architekturbüro von Georg Lasius in Zürich. 1872 zog er nach Frankfurt am Main. Dort war er von 1873 bis 1876 als Bauführer im Architekturbüro von Carl Jonas Mylius und Alfred Friedrich Bluntschli beim Bau des Hotels Frankfurter Hof beschäftigt. 1877 machte Ritter eine fast einjährige Studienreise nach Italien, bevor er 1878 als Direktor bei der Bauunternehmung Philipp Holzmann & Cie. eintrat. Dort wurde er gemeinsam mit G. Seestren-Pauly und Adolf Haenle verantwortlich für die Hochbauabteilung des Unternehmens. 1895 übernahm Ritter als Nachfolger von Philipp Holzmann die Leitung des Unternehmens. Am 29. März 1914 schied er aus dem Vorstand aus und trat als Vorsitzender in den Beirat der GmbH und später in den Aufsichtsrat der AG ein.
Als Architekt zeichnete er für den Bau des Schlosses Friedrichshof in Kronberg im Taunus für die Kaiserin Friedrich verantwortlich. Er war Erfinder des Perspektographs zur Übertragung geometrischer Darstellungen in die Perspektive. 1883 ließ er sich den Perspektivenzeichner patentieren.
Für die Weltausstellung 1900 in Paris ließ er das „Deutsche Haus“ nach dem Entwurf von Johannes Radke errichten. Im Kupferstichkabinett der Pariser Nationalbibliothek entdeckte er zwei fehlende Platten des Großen Vogelschauplans von Frankfurt wieder, den Matthäus Merian 1628 erstmals gedruckt hatte.
1903 wurde Ritter mit dem Ehrentitel eines königlich preußischen Baurats geehrt. Daneben erhielt er zahlreiche Orden aus verschiedenen Ländern. 1916 zog er nach Bern, wo er starb.

## Familie

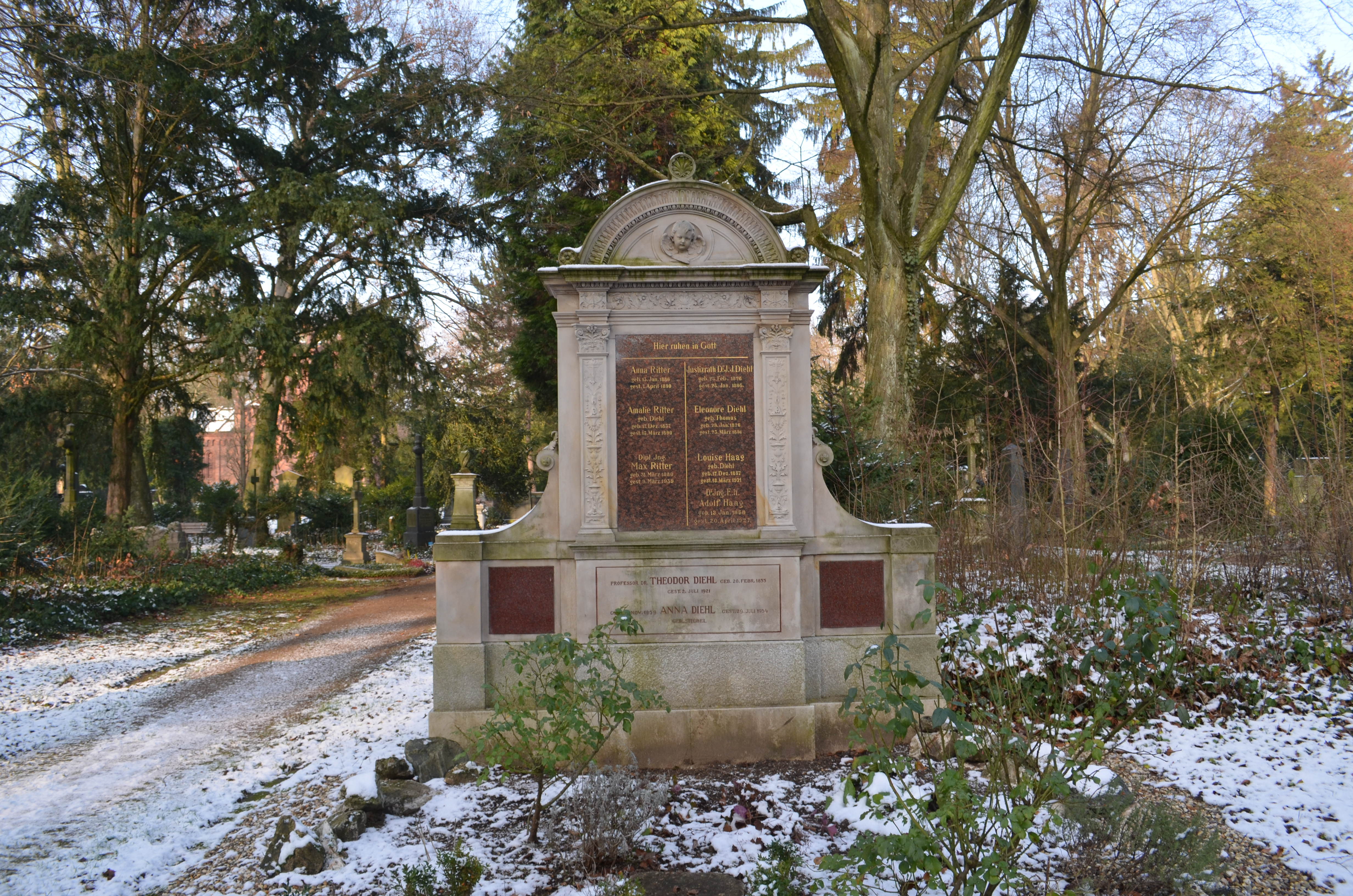
Familiengrab auf dem Frankfurter Hauptfriedhof

Sein vier Jahre älterer Bruder Wilhelm Ritter war Bauingenieur und Professor am Polytechnikum Zürich.
Hermann Ritter heiratete 1878 in erster Ehe Amalie Diehl (1857–1890). Aus der Ehe gingen vier Kinder hervor:
- Luise Anna (1879–1971), verheiratete Luise Fester
- Max Friedrich (1880–1939)
- Emma (1882–1954), verheiratete Emma Holzmann
- Anna (1886–1890)

1892 heiratete er in zweiter Ehe Emma Günther (1859–1952). Aus dieser Ehe gingen zwei Kinder hervor:
- Hermann Ritter (* 27. September 1893; † 1. Februar 1962), Architekt
- Anna (1896–1976), verheiratete Schnebli-Ritter

Das Familiengrab auf dem Hauptfriedhof Frankfurt enthält die sterblichen Überreste seiner ersten Frau Amalie Diehl und seiner Tochter Anna. Es steht unter Denkmalschutz. Das Grabmal wurde 1892 durch Hermann Ritter für seine Schwiegermutter Eleonore Diehl (1826–1891) und seinen Schwiegervater Justizrat J. J. Diehl (1826–1895) entworfen.

## Bauten
| Bild | Bauzeit | Adresse                                   | Beschreibung |
| ---- | ------- | ----------------------------------------- | --- |
|      | 1913    | Börsenstraße 2–4                          | Wohn- und Geschäftshaus (gemeinsam mit Wilhelm Schmitt, unter Denkmalschutz)                                                    |
|      | 1886    | Eschersheimer Landstraße 4                | Dr. Hoch’sches Konservatorium (1909 zum Volksbildungsheim Frankfurt am Main umgebaut)                                           |
| 0    | 1892    | Gallusanlage 8                            | Gebäude der Frankfurter Hypothekenbank                                                                                          |
|      | 1896    | Große Gallusstraße 2–2a                   | Gebäude der Frankfurter Disconto-Gesellschaft und der Hessischen Bank (unter Denkmalschutz), Ansicht vom Roßmarkt               |
| 0    | 1894    | Gutleutstraße 231 / Speicherstraße        | Elektrizitätswerk (Ausführung der Entwürfe von Franz von Hoven)                                                                 |
| 0    | 1901    | Gutzkowstraße 29                          | Mietshaus |
| 0    | 1907    | Gutzkowstraße 34                          | Mietshaus |
| 0    | 1906    | Hufnagelstraße 32–24, 36–38, 45–59, 48–54 | Mietshausgruppe der königlich preußischen Eisenbahn-Betriebsinspektion Frankfurt                                                |
| 0    | 1903    | Junghofstraße 1–11                        | Gebäude der Deutschen Vereinsbank (gemeinsam mit Eugen Rückgauer, unter Denkmalschutz, siehe auch Große Gallusstraße 2–2a)      |
|      | 1903    | Kaiserstraße 30                           | Gebäude der Effekten- und Wechselbank                                                                                           |
|      | 1887    | Neue Mainzer Straße 69                    | Gebäude der Frankfurter Bank |
|      | 1902–05 | Reuterweg 14                              | Verwaltungsgebäude der Metallgesellschaft (gemeinsam mit Christoph Emil Heßler, unter Denkmalschutz)                            |
|      | 1904    | Roßmarkt 13                               | Wohn- und Geschäftshaus (gemeinsam mit Hellmuth Cuno, unter Denkmalschutz)                                                      |
| 0    | 1902    | Roßmarkt 18                               | Gebäude der Frankfurter Disconto-Gesellschaft und der Hessischen Bank (unter Denkmalschutz, siehe auch Große Gallusstraße 2–2a) |
|      | 1891    | Schubertstraße 15/17                      | Mietshäuser (Denkmalschutz im Rahmen einer Gesamtanlage)                                                                        |
| 0    | 1905    | Schweizer Straße 41                       | Mietshaus |
|      | 1898    | Taunusanlage 20                           | Verwaltungsgebäude der Frankfurter Versicherungsgesellschaft Providentia (gemeinsam mit Theodor Martin, unter Denkmalschutz)    |
| 0    | 1889    | Zeil 23                                   | Mietshaus |
| 0    | 1894    | Zeil 121                                  | Wohn- und Geschäftshaus |